# Петр Шабах
Петро Шабах (чеськ. Petr Šabach; 1951, Прага, Чехословаччина — 16 вересня 2017, там же, Чехія) — чеський письменник-прозаїк. Один з найбільш популярних і продаваних в Чехії авторів.

## Біографія
Петро Шабах народився 23 серпня 1951 року в Празі. Його батько був військовим, мати працювала в Міністерстві освіти і культури. Письменник так згадує про своє дитинство та сім'ю: 

«Я з Дейвіце. Після війни це був район нової робочої еліти, суцільні «товариші» – в основному офіцери, як і мій батько» 
 Батько 

«...постійно давав мені поради типу: «не плюй проти вітру» або «стеж за мовою і за кроком» – менше в житті проблем огребеш» 
Відносини письменника з батьком так і не склалися, син не міг пробачити йому, що в сімейне життя той незмінно приносив політику та ідеологію.
У п'ятнадцять років Шабах поступив в середню школу бібліотечної справи (knihovnická škola), де провчився рік, після чого перевівся в гімназію, звідки його пізніше виключили в жовтні 1969 року, коли він повернувся з поїздки у Велику Британію. Тоді ж Шабах повернувся в школу бібліотечної справи і заочно закінчив її в 1974 році. Наступні кілька років, також заочно, він вивчав культурологію на філософському факультеті Карлового університету. Закінчив його Шабах в 1979 році, захистивши роботу під назвою «Роль специфіки сім'ї в передачі культурних цінностей» (чеш.: Specifika rodiny v předávání kulturních hodnot). З 1974 року Шабах кілька разів змінював сфери діяльності: працював нічним сторожем в Празькій національній галереї (в монастирі св. Іржі в Празькому граді), методистом в празькому Будинку культури, технічним редактором продюсерського агентства «Прагоконцерт», референтом в Академії образотворчих мистецтв. Це лише деякі з посад, які він обіймав з 1974 по 2001 рік. Потім Петр Шабах займається літературною творчістю і навчає студентів мистецтву письма в Літературній академії (приватний вищий навчальний заклад Йозефа Шкворецького в Празі), а також періодично пише тексти для музичної групи OOZ, в якій грає його молодший син Петр.

## Творчий шлях
Друкуватися Шабах почав з середини 1980-х років. Його статті й оповідання публікувалися в журналах видавничого будинку Mladá fronta, тижневику Tvorba, журналі Kmen та інших періодичних виданнях.

Першою його книгою, що вийшла окремим виданням, став збірник «Як потопити Австралію» (Jak potopit Austrálii, 1986), в якому відразу окреслилися основні теми та особливості стилю, характерні для подальшої творчості письменника. Книга складається з двох частин: «Шакалячі роки» (Šakalí léta) і «Інфарктні етюди» (Infarktové etudy). У першої з великим гумором описується атмосфера соціалістичної Праги 1950-60-х років, у якій автор зростав: 

Це просто мої спогади про дитинство і про те, що тоді для нас означав рок-н-рол.
 Дія відбувається в празькому районі Дейвіце, де виріс Шабах. Досить спокійний і розмірений побут мешканців кварталу на околиці міста виявляється порушено появою бунтаря по прізвиську Бейбі. Він одягається зухвало і відкрито слухає рок-н-рол, викликаючи захоплення підлітків і жах їх батьків. З цим типом героя-бунтаря ми ще не раз зустрінемося у творах Шабаха. Оповідання ведеться від імені одного з героїв і включає безліч анекдотичних історій і зауважень, які служать для створення атмосфери епохи, що також є характерною рисою творчої манери Шабаха. Герої оповідань, що увійшли в другу частину збірки, — дорослі люди з іншим баченням світу і іншими проблемами.

Перша самостійна публікація не принесла Шабаху великої популярності — початком своєю популярністю він зобов'язаний музичному фільму «Шакалячі роки», знятому режисером Яном Гржебейком спільно зі сценаристом Петром Ярховским (Petr Jarchovský). Фільм вийшов в 1993 році і на сьогоднішній день вважається класикою чеського кінематографа. Через кілька років після виходу на екрани він, у свою чергу, надихнув режисера Мирослава Гануша (Miroslav Hanuš) на створення однойменного театрального мюзиклу, прем'єра якого відбулася в червні 2003 року в Середньочеському театрі в м. Кладно. Зденек Кухинка (Zdeněk Kuchyňka), історик та директор Краєзнавчого музею імені А.с Сладечека, у своїй рецензії так описує реакцію глядачів на постановку: 

На останній прем'єрі сезону, що минає — мюзиклі «Шакалячі роки» — глядачі в переповненому залі довго аплодували стоячи. <...> За свідченнями, в останній раз таку реакцію викликала заява акторів про приєднання до страйку, озвучена зі сцени Отакаром Броусеком 18 листопада 1989 року.

У 1993 році збірник «Як потопити Австралію» був перевиданий у складі книги під назвою «Шакалячі роки», куди увійшли і дві нові повісті Шабаха: «Зумф» (Zumf) і «Пригоди морського коника» (Putování mořského koně). Остання також значною мірою автобіографічна. Головний герой змушений піти у декретну відпустку» і виховувати маленького сина, бо дружина не може залишити роботу. Щоб не надто залежати від неї матеріально (зокрема, щоб мати можливість придбати подарунки до Різдва), ночами він підробляє сторожем. Цей непростий для себе період Шабах вважає цінним з точки зору життєвого досвіду, так згадуючи про нього в одному з інтерв'ю: 

Я вважаю, що це були найбільш змістовні роки мого життя. Більшого сенсу я не знаходив ні в одному іншому занятті. Піклуватися про дитину — це щось приголомшливе, і я дуже радий, що протягом двох з половиною років у мене була можливість випробувати це особисто.

У 1994 році був опублікований збірник «Лайно горить» (Hovno hoří), який, мабуть, до цих пір залишається найбільш відомою і популярною книгою Шабаха. У ній письменник зосередив свою увагу на різниці між чоловічим і жіночим сприйняттям світу. Книга складається з трьох частин: «Парі» (Sázka), «Bellevue» і «Вода з соком» (Voda se šťávou). У першій оповідач спостерігає в шинку за двома старенькими, які попивають пиво і укладають одне парі за іншим, сперечаючись, наприклад, про те, чи може ведмідь бути ростом 3,5 метра, або про те, скільки людина може витримати без повітря. Намагаючись довести один одному свою правоту, вони перевіряють свої гіпотези на практиці — до жаху і роздратування офіціантки. У «Bellevue» від третьої особи описується епізод з життя маленької дівчинки, яка мріє бути чоловіком, вважаючи, що їм живеться набагато легше, ніж жінкам. Проте в кінці дня, проведеного на даху в спостереженнях за чоловічою частиною сім'ї (татом, дідусем і двома братами), їй доводиться в цьому засумніватися. У останній, найоб*ємнішій частині Шабах простежує різницю між «двома світами», чоловічим і жіночим, на прикладі героїв, в першу чергу оповідача, чий образ багато в чому автобіографічний, і його дівчини (згодом дружини), прототипом якої, як можна здогадатися, є дружина самого автора, від підліткового віку до зрілості. Збірник відкривається короткою історією, своєрідним епіграфом, який найкращим чином пояснює загальну ідею книги:

«Ми виїхали з Парижа. Незручний автобус був переповнений галасливими дітьми. <...> Дівчата сиділи праворуч, хлопчики — ліворуч. Вони самі так сіли, я їх не змушував. З дівочої частини доносився лепет — там передавали одне однійу якесь плюшеве звірятко, повторюючи: „Ух ти, дай ще раз потримати! Який гарненький! І мені дай! Господи, він такий гарненький!“ Плюшева тварюка з придуркуватої посмішкою подорожувала з рук в руки, щоразу викликаючи новий вибух захоплення. Це тривало близько півгодини. Позаду мене сиділи два високочолих хлопчика в окулярах. Їхня розмова тривала всю дорогу Париж−Прага. Абсолютно серйозно і з усіх боків вони обговорювали проблему: чи горить лайно? Два світи, розділені вузьким проходом».

Збірник «Гівно горить» ліг в основу сценарію для чергового фільму Гржебейка — «Гніздечка» («Pelíšky»), знятого в 1998 році і знову мав великий успіх.
Наступний твір Шабаха стоїть осібно в його творчості — сам автор погоджується, що для нього це не сама типова книжка». Йдеться про повісті «Особливий випадок Франтішека С.» (Zvláštní problém Františka S.), опублікованій в 1996 році. В ідейному і художньому відношенні вона сильно відрізняється від інших — більш популярних — творів письменника. Це реалістичний твір з елементами постмодернізму. Дія, як можна здогадатися з деяких деталей, відбувається в Чехії приблизно в наш час, хоча ніяких точних вказівок на це в тексті немає. Головний герой повісті — двадцятишестирічний Франтішек С., пацієнт клініки для душевнохворих. Він (по всій видимості, внаслідок перенесеного в 16 років менінгіту) не здатний адекватно сприймати навколишній і весь час тільки сміється. Оповідання ведеться від імені одного з працівників (монтера) цієї клініки. Він переживає своєрідну кризу середнього віку, і в одну зі своїх прогулянок по лісі, натикається на невідомі гриби, які виявляються галюциногенними. Одного разу, прийшовши на просіку, де ростуть гриби, він знаходить там Франтішека. З'ясовується, що на нього гриби мають абсолютно протилежну дію: Франтішек з їх допомогою на якийсь час (поки не припиниться дія грибів) стає «нормальним» і знаходить здатність адекватно сприймати навколишній світ. З цього моменту в його поведінці і характері починають поперемінно проявлятися риси то Ісуса Христа, то Франциска Ассизького. У тексті повісті міститься безліч інтертекстуальних елементів, цитат, алюзій та ремінісценцій. Традиційні біблійні та легендарні мотиви і сюжети підносяться, однак, в комічній, травестованій формі.

У 1998 році окремим виданням виходять раніше опублікована в «Шакалячих роках» повість «Пригоди морського коника» і нова книга Шабаха «Бабусі» (Babičky), в якій автор, також спираючись на особистий досвід, розробляє ті ж теми, що і в більш ранніх своїх творах: тему сімейних відносин, «чоловічого» і «жіночого» світосприйняття та дорослішання в епоху тоталітаризму. В його книгах ми не знайдемо відкритої критики будь-яких політичних поглядів. Режим (соціалістичний або будь-який інший), переконує Шабах, не псує людей, але змушує їх проявити себе. Як — залежить від людини. А не зійти з розуму і не опуститися допомагає гумор. Шабах прямо порівнює себе з головним героєм книги Матеем: 

Це я в юності. <...> «Бабусі» — це певна спроба примиритися з минулим, тобто з минулим своєї родини.

У 2001 році Шабах публікує книгу «П'яні банани» (Opilé banány), а в 2003 — її продовження під назвою «Четверо у човні, або П'яні банани повертаються» (Čtyři muži na vodě aneb Opilé banány se vracejí), в обох ми бачимо продовження всіх основних тенденцій творчості Шабаха. У першій книзі розповідається про пригоди чотирьох друзів шкільного віку. Центральна сюжетна лінія, як це часто буває у Шабаха, обростає безліччю не пов'язаних з нею безпосередньо анекдотичні історій. У другій повісті ми зустрічаємося з тими ж героями — дорослішими (або пристарілими) на 25 років і які бачать світ іншими очима. Головні герої, щоб згадати молодість, вирушають у невелику подорож, яка лише умовно утворює сюжет книги, створюючи фон для роздумів і відступів оповідача на різноманітні теми.
Тоді ж (у 2003 році) Гржебейк випускає свій новий фільм — «Пупендо» («Pupendo») — за мотивами «П'яних бананів» і більш ранніх творів Шабаха. У проміжку між виходом двох книг видавництво «Пасіка» випустило збірник фейлетонів Шабаха, опублікованих ним раніше в журналі «Млада фронта днес» («Mladá fronta Dnes»). Збірник отримав назву «Любі діти!» (Milé děti!) і був приурочений до десятирічного ювілею книжкового дому «Paseka».
Наступна книга письменника вийшла в 2004 році і отримала назву «Рамон: написано для Нью-Йорк Таймс» (Ramon: Psáno pro New York Times). Тут автор залишається в цілому вірний своєму стилю, але в книзі більшою мірою, ніж у попередніх творах, відчуваються соціально-критичні нотки. Дія відбувається в невеликому селі під Прагою в наші дні (що відрізняє повість від більшості інших творів Шабаха, де, як правило події розгортаються ще в соціалістичній Чехословаччині). Оповідач — підліток Мартін — живе і навчається в Празі, але багато часу проводить за містом, де живе його дідусь і де у сім'ї Мартіна є невелика ділянка з дерев'яною «будкою» — літнім будиночком, в який постійно забираються бездомні. Одного разу Мартін знайомиться з невідомо звідки тут опинившимся індіанцем Рамоном і пропонує йому пожити там сторожем. Рамон з радістю погоджується — так починається дружба героїв. Разом вони проводять багато часу — зокрема, вирощуючи на ділянці марихуану і покурюючи «джойнт». Оповідач з цікавістю спостерігає за подіями навколо, створюючи на основі своїх спостережень невеликі оповідання і записуючи їх в зошит з жартівливою написом «Написано для Нью-Йорк Таймс». Він бачить, як сільський побут змінюється під тиском «цивілізації» в особі тих, хто вважає, що гроші — запорука вседозволеності і всемогутності.
Більш «жорсткою» порівняно з іншими є одна з останніх на даний момент книг Шабаха — повість «Посвідчення особи» (Občanský průkaz), що вийшла в 2006 році і описує епоху нормалізації в Чехословаччині так, як її бачать декілька друзів (включаючи оповідача), чия доля простежується в повісті з п'ятнадцятирічного віку (з моменту вручення їм паспортів) до зрілості. Звичайно, в основі цього бачення лежить неприйняття — але не стільки конкретної влади, скільки в принципі заборон і обмежень, нав'язаних кимось невідомо за яким права, за порушення яких загрожує жорстоке покарання. Критика такого устрою суспільства тут відчувається значно більшою мірою, ніж в інших творах Шабаха, що зачіпають ту ж тему. Наприклад, у книзі описуються сцени вуличних зіткнень протестувальників і поліції і допитів у слідчій в'язниці, де за участь у заворушеннях» кілька тижнів проводить один з друзів оповідача. Однак автору вдається поєднувати подібні описи з гумором і уникати моралізаторства чи гучних заяв морально-етичного характеру. Це найбільш автобиографичний твір Шабаха.
За повістю «Посвідчення особи» режисером Ондржеем Трояном був знятий однойменний фільм, що вийшов в 2010 році і став вже п'ятою за рахунком екранізацією творів Петра Шабаха.
Четверта екранізація, про яку ще не було сказано, належить, як і три попередні, режисерові Яну Гржебейку. Фільм «В порядку» («U mě dobrý») вийшов в 2008 році. В основу його сюжету покладено фрагменти різних творів Шабаха.
У 2007 році була опублікована невелика книжка Шабаха під назвою «Три різдвяні історії» (Tři vánoční povídky).
Остання з випущених ним на сьогоднішній день книг називається «Шкода тієї любові» (Škoda lásky, 2009). Вона складається із тринадцяти історій, об'єднаних темою музики. Назва збірки відсилає читача до музичного твору Яромира Вейводи (Jaromír Vejvoda) і Вашека Земана (Vašek Zeman), створеного наприкінці 20-х — початку 30-х років XX століття і який отримав найбільшу популярність у світі під час Другої світової війни.

## Характеристика творчої манери
Творчість Петра Шабаха характеризується цілісністю і гармонійністю. Автор працює в одній манері – хай не надто оригінальній, але впізнаваній і приємній. Наскрізними темами творчості письменника є: тема дорослішання і формування особистості, а також впливу середовища і епохи на ці процеси; тема дружби; тема сімейних відносин; своєрідність чоловічого і жіночого бачення світу; тема творчості та народження художнього твору; тема морального вигляду людини, який проявляється в повсякденному житті. При цьому Шабах не схильний до моралізування і суворої критики. Він не торкається глобальних проблем і не ставить перед читачем нерозв'язних питань. Будучи противником соціалістичного – як і будь-якого іншого режиму, неминуче приводить до придушення особистості, Шабах, однак, у своїх творах не пускається в політичні міркування і не нав'язує читачеві власних переконань.
У тому, що стосується способу художнього втілення своїх ідей, автор також виявляє завидну постійність (виняток становлять маленький роман «Зумф» – текст постмодерністського складу, героями якого є персонажі коміксів, і повість «Особливий випадок Франтішека С»). Його твори в більшості своїй важко  піддаються переказу внаслідок відсутності в них єдиної (основної) сюжетної лінії. Оповідання складається, наче мозаїка, з безлічі коротких анекдотичні історій, пережитих самим автором, почутих ним від когось або вигаданих, але правдоподібних. Багатий і різноманітний особистий досвід письменника, пов'язаний, зокрема, з постійною зміною сфер діяльності і, як наслідок, з широким колом спілкування, став головним джерелом матеріалу для творів і, очевидно, багато в чому вплинув на формування творчої манери Шабаха. Його повісті й оповідання в значній мірі автобіографічні.

Володіючи прекрасним почуттям гумору, Шабах показує, що практично в будь-якому життєвому подію можна знайти забавну сторону. Гумор, незмінно присутній у його творах, сприяє створенню ностальгічною атмосфери, тому письменникові часто ставлять в докір те, що він нібито ідеалізує епоху, на що письменник відповідає: 

Я не хочу ідеалізувати ті часи, просто так виходить. Напевно, приємні речі довше зберігаються в людській пам'яті. На мені особисто не відбилася вся жорстокість тієї епохи. Мене бісило, що потрібно ходити в школу, і вже тільки потім – більшовики...

## Книги автора (список)
- 1986 р. — зб. «Як потопити Австралію» (складається з двох частин: «Шакалячі роки» та «Інфарктні етюди»)
  - Ориг. — Jak potopit Austrálii: Šakalí léta, Infarktové etudy
- 1993 р. — зб. «Шакалячі роки» (вкл. раніше виданий зб. «Як потопити Австралію» і дві повісті: «Зумф» і «Пригоди морського коника»)
  - Ориг. Ориг. — Šakalí léta: Jak potopit Austrálii, Zumf, Putování mořského koně
- 1994 р. — зб. «Лайно горить» (укл. з трьох самостійних частин: «Парі», «Bellevue», «Вода з соком»)
  - Ориг. — Hovno hoří: Sázka, Bellevue, Voda se šťávou
- 1996 р. — повість «Особливий випадок Франтішека С.»
  - Ориг. — Zvláštní problém Františka S.
- 1998 р. — перевидання окремою книгою повісті «Пригоди морського коника»
  - Ориг. - Putování mořského koně
- 1998 р. — повість «Бабусі»
  - Ориг. — Babičky
- 2001 р. — повість «П'яні банани»
  - Ориг. — Opilé banány
- 2002 р. — зб. «Милі діти!» (зб. фейлетонів Шабаха, раніше опублікованих у періодиці)
  - Ориг. — Milé děti!
- 2003 р. — повість «Четверо у човні, або П'яні банани повертаються»
  - Ориг. — Čtyři muži na vodě aneb Opilé banány se vracejí
- 2004 р. — повість «Рамон: написано для Нью-Йорк Таймс»
  - Ориг. — Ramon: Psáno pro New York Times
- 2006 р. — повість «Посвідчення особи»
  - Ориг. — Občanský průkaz
- 2007 р. — сб. «Три різдвяні історії»
  - Ориг. — Tři vánoční povídky
- 2009 р. — повість «Шкода тієї любові»
  - Ориг. — Škoda lásky

Книги Петра Шабаха публікує видавництво Paseka. Збірник «Як потопити Австралію» вперше вийшов друком у видавництві «Чехословацький письменник». Окремі короткі історії публікуються також в рамках серії «Чеський розповідь» видавництва Listen.